# 里奇偉海蜥魚
里奇偉海蜥魚（學名：Halosaurus ridgwayi）為條鰭魚綱背棘魚目海蜥魚科海蜥魚屬下的一個種，分布於中西太平洋海域，深度可達706公尺，本魚體細長如鰻魚且側扁，尾鰭尖細，吻尖突出，口下位，棲息在大陸坡深海底部，屬肉食性，以甲殼類及小型無脊椎動物為食，生活習性不明，無經濟價值。